# Kantonnier
Kantonnier is de aanduiding voor een vaste arbeider belast met het dagelijkse onderhoud van wegen en sluizen.
In het 19e-eeuwse Limburg bijvoorbeeld kende men drie klassen van wegen. Alleen bij wegen van de eerste categorie waren gemeentebesturen verplicht een kantonnier in dienst te hebben. In de overige gevallen kon volstaan worden met het op de rol plaatsen van arbeid. Hiermee werd het werk dan verdeeld onder de inwoners in de leeftijd van 17 tot 60 jaar.
Bij Rijkswaterstaat bestond de functie van kantonnier tot in de jaren 1990. Veel van de onderhoudswerkzaamheden zijn sindsdien uitbesteed aan aannemers. Tegenwoordig zijn er nog wel weginspecteurs bij Rijkswaterstaat in dienst, die zorgdragen voor toezicht en coördinatie.